# Донорство крови

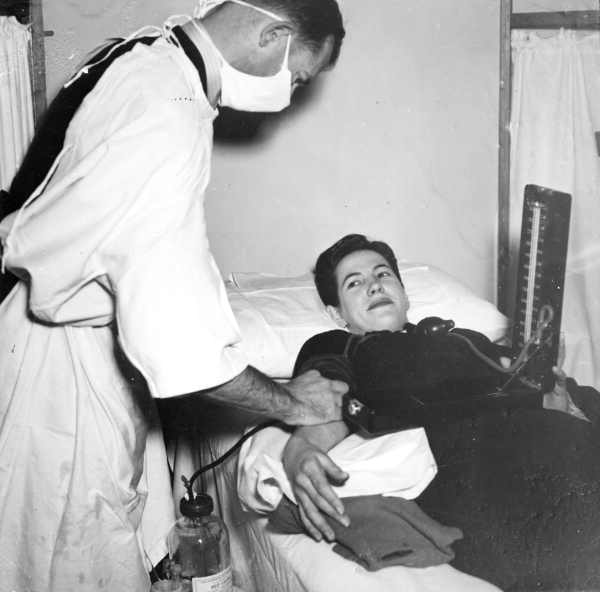
Сдача крови в Королевском госпитале в Мельбурне, конец 1940-х годов

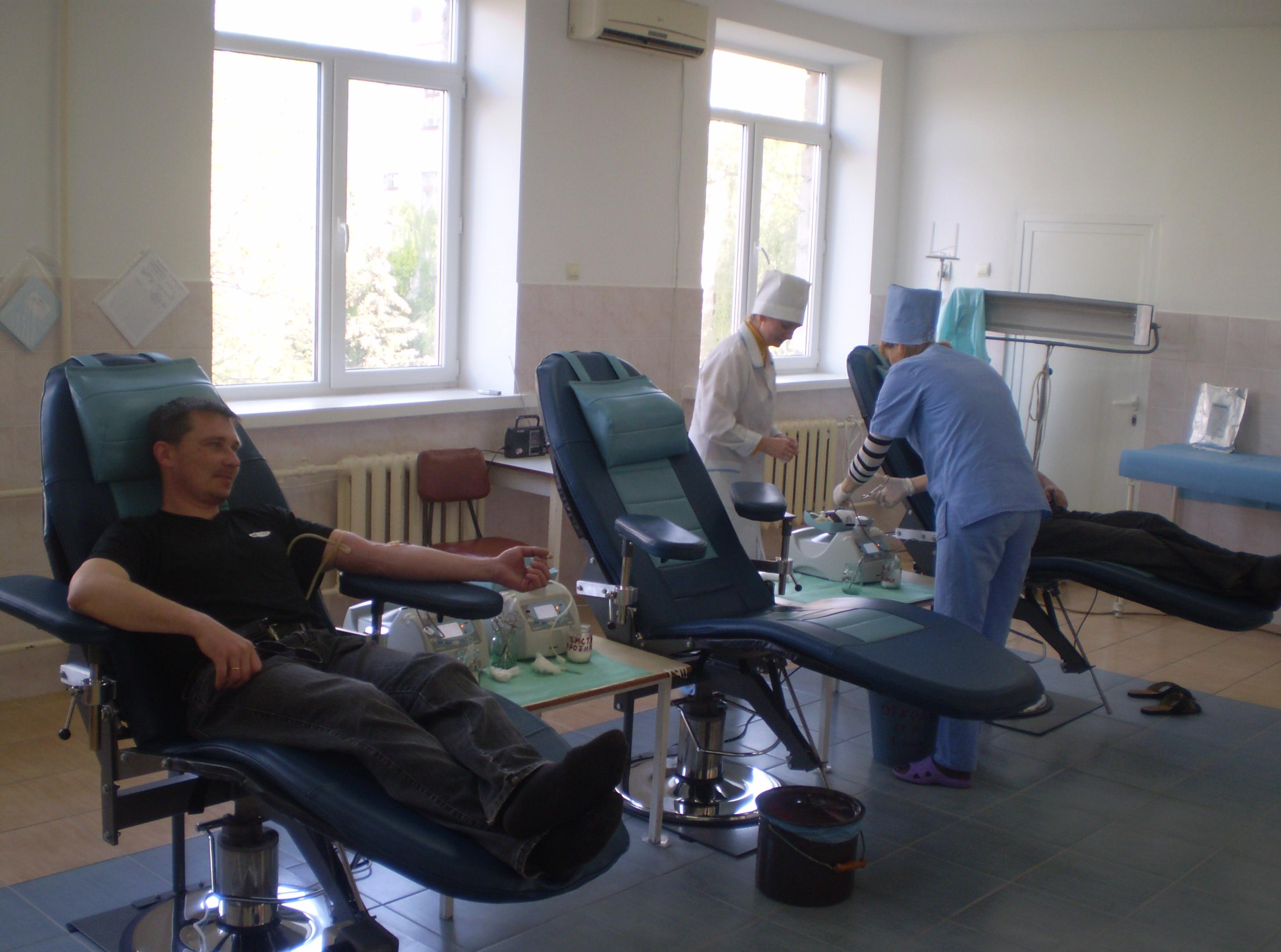
Сдача крови в Республиканском Центре Крови в Тирасполе, середина 2009 года

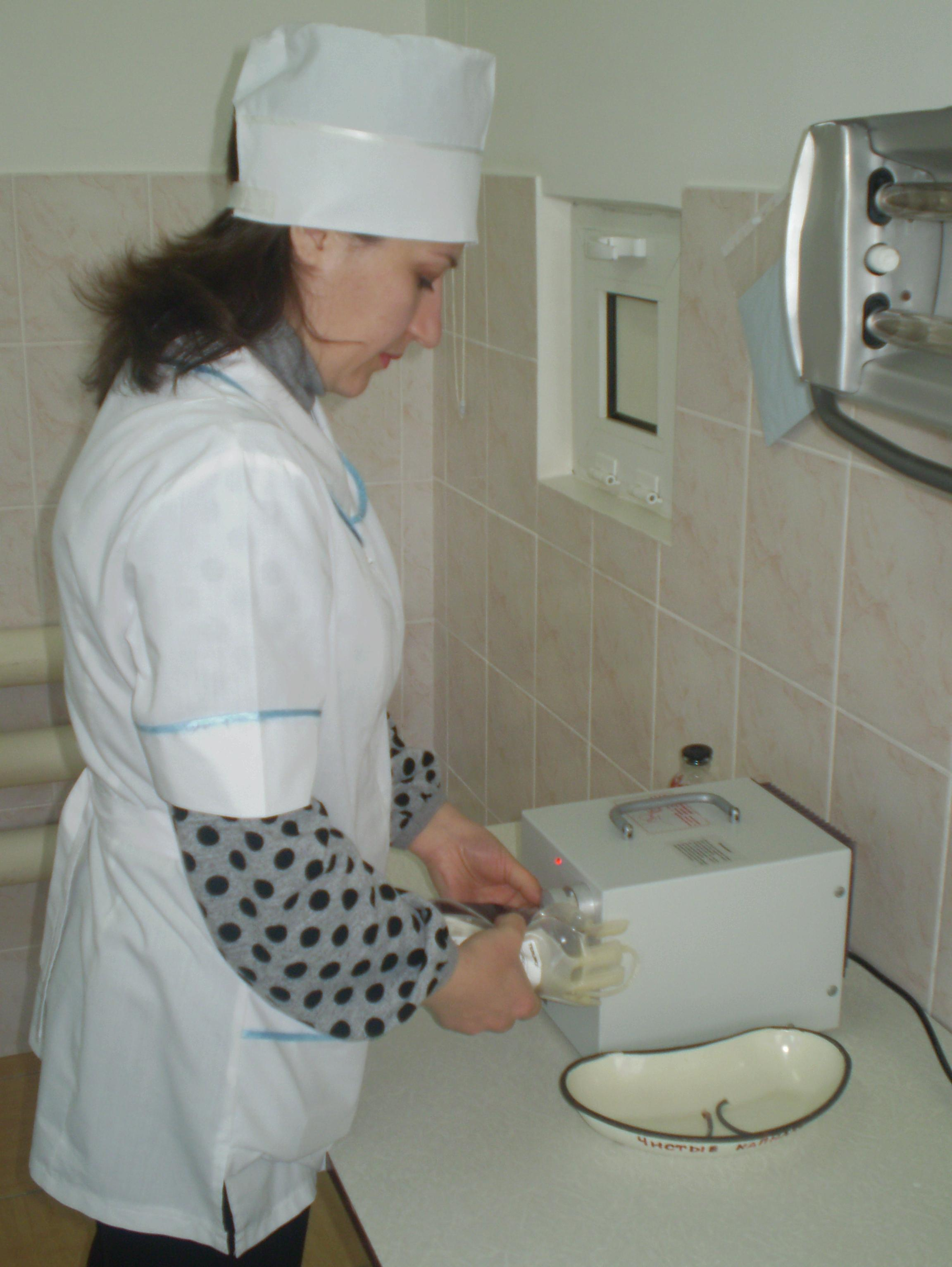
Аппарат для герметичного запаивания трубок

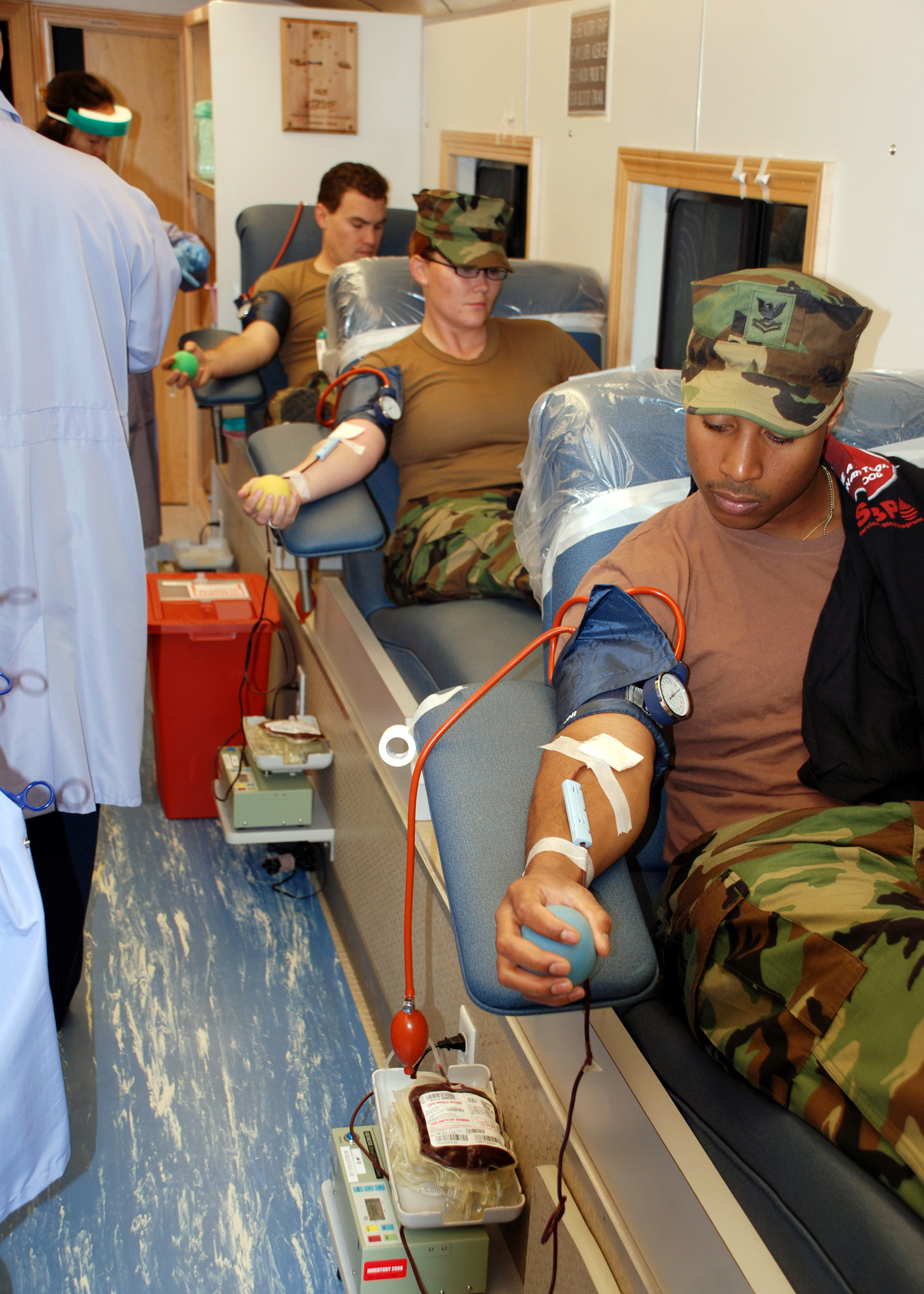
Донорство крови в армии США, 2009 год

До́норство кро́ви (от лат. donare — «дарить») и (или) её компонентов — добровольная сдача крови и (или) её компонентов донорами, а также мероприятия, направленные на организацию и обеспечение безопасности заготовки крови и её компонентов. Кровь, взятая от донора (донорская кровь), используется в научно-исследовательских и образовательных целях; в производстве компонентов крови, лекарственных средств и медицинских изделий. Клиническое использование донорской крови и (или) её компонентов связано с трансфузией (переливанием) реципиенту в лечебных целях и созданием запасов донорской крови и (или) её компонентов. Шифр МКБ-10 Z52.0 Донор крови.
Практически все искусственные заменители крови, известные на настоящее время, дороги и не способны полностью заменить все компоненты и воспроизвести все функции крови в организме, а также имеют побочные эффекты, в частности, создают чрезмерную липидную нагрузку на организм (для версий на основе гемоглобина, инкапсулированного в липосомах), или недоисследованную долговременную токсичность полимерных компонентов (для версий на основе полигемоглобина или инкапсулированных в полимеросомах гемоглобина и комплекса эритроцитарных ферментов). Поэтому донорская кровь остаётся незаменимой при переливаниях пострадавшим от ожогов и травм, при проведении сложных операций и при тяжёлых родах. Кровь также жизненно необходима больным гемофилией, анемией и онкологическим больным при химиотерапии. Каждый третий житель Земли хоть раз в жизни нуждается в донорской крови.

## Доноры-рекордсмены
Официальный донор-рекордсмен — австралиец Джеймс Харрисон (1936—2025) — сдал плазму крови 1173 раза.

## Эмблема
В Скандинавских странах в качестве эмблемы донорства используется изображение пеликана с каплей крови. В европейской геральдике пеликан, разрывающий свою грудь для того, чтобы накормить кровью своих птенцов, символизирует самоотверженную родительскую любовь. Раннехристианские авторы сравнивали пеликана с Иисусом Христом, пожертвовавшим своей кровью ради спасения человечества.

## Дни донора крови
20 апреля Национальный день донора крови в России, учреждённый в 2007 году. В этот день в 1832 году молодой петербуржский врач-акушер Андрей Мартынович Вольф впервые в Российской Империи произвёл успешное переливание крови роженице с акушерским кровотечением от её мужа.
В Национальный день донора в России проходят различные мероприятия (пресс-конференции, выставки, семинары), направленные на освещение проблем и задач донорства крови. Медицинские центры и станции переливания крови принимают всех желающих сдать кровь. Многие компании регулярно принимают участие в акции «День донора».
14 июня проходит Всемирный день донора крови, учреждённый в мае 2005 года.

## Виды донорства

### Аутодонорство
Аутодонорство — заготовка собственной крови пациента перед последующей плановой операцией. Переливание чужеродной крови является стрессом для организма, а переливание собственной позволяет свести к минимуму негативные эффекты. Применяется также аутоплазма — собственная, заранее заготовленная плазма крови. Её используют при родовспоможении и других операциях.
Аутодонорство используется для допинга кровью.

### Донорство цельной крови

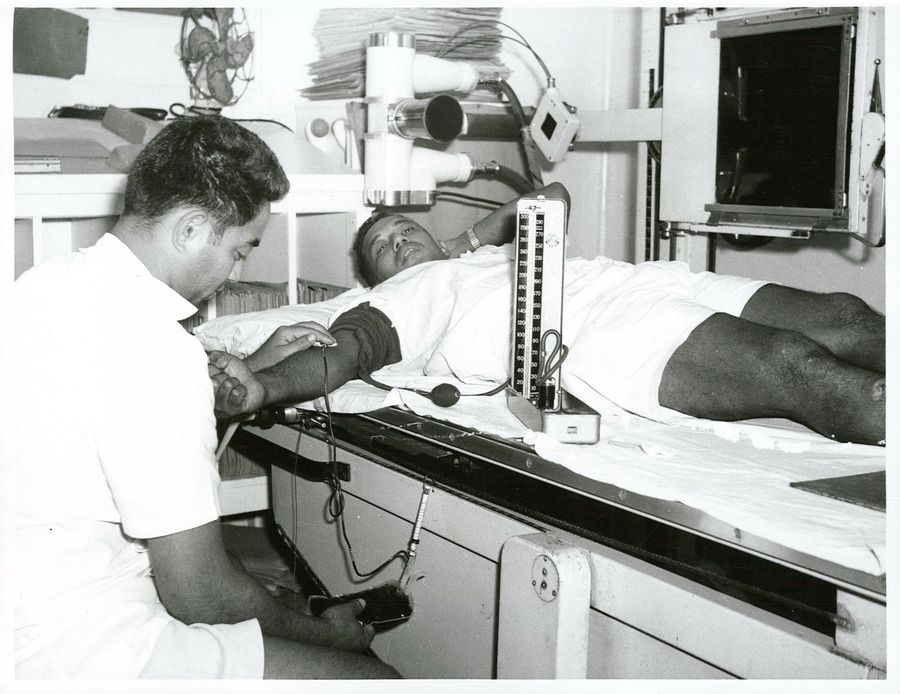
Донорство крови 1965 год

Подразумевает забор крови, которая далее ресуспендируется в специальном консервирующем растворе, разделяется на компоненты, переливается или перерабатывается.

### Донорский плазмаферез
Процедура забора плазмы крови:

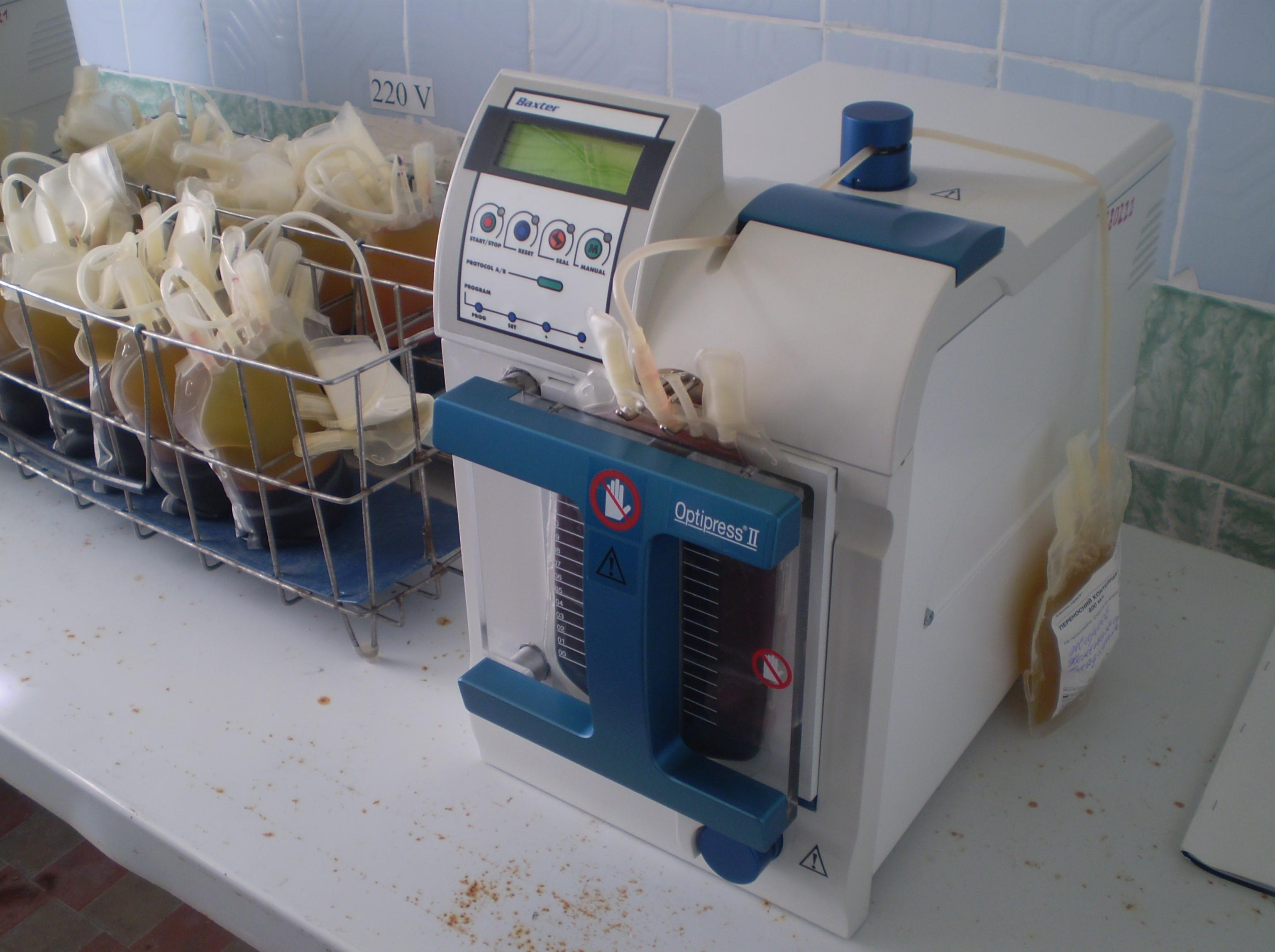
Плазмоэкстрактор Республиканского Центра Крови в Тирасполе

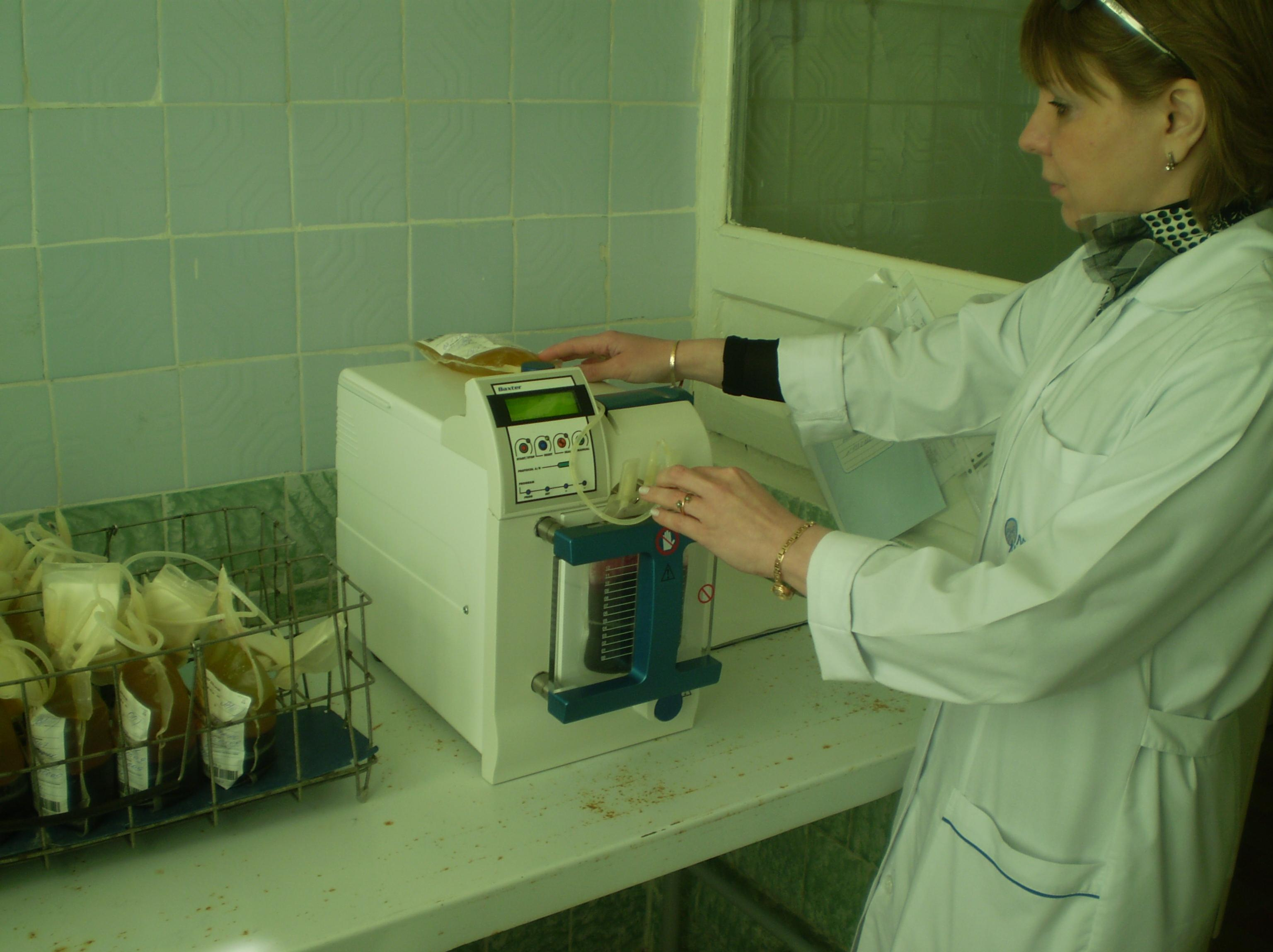
Плазмоэкстрактор в работе

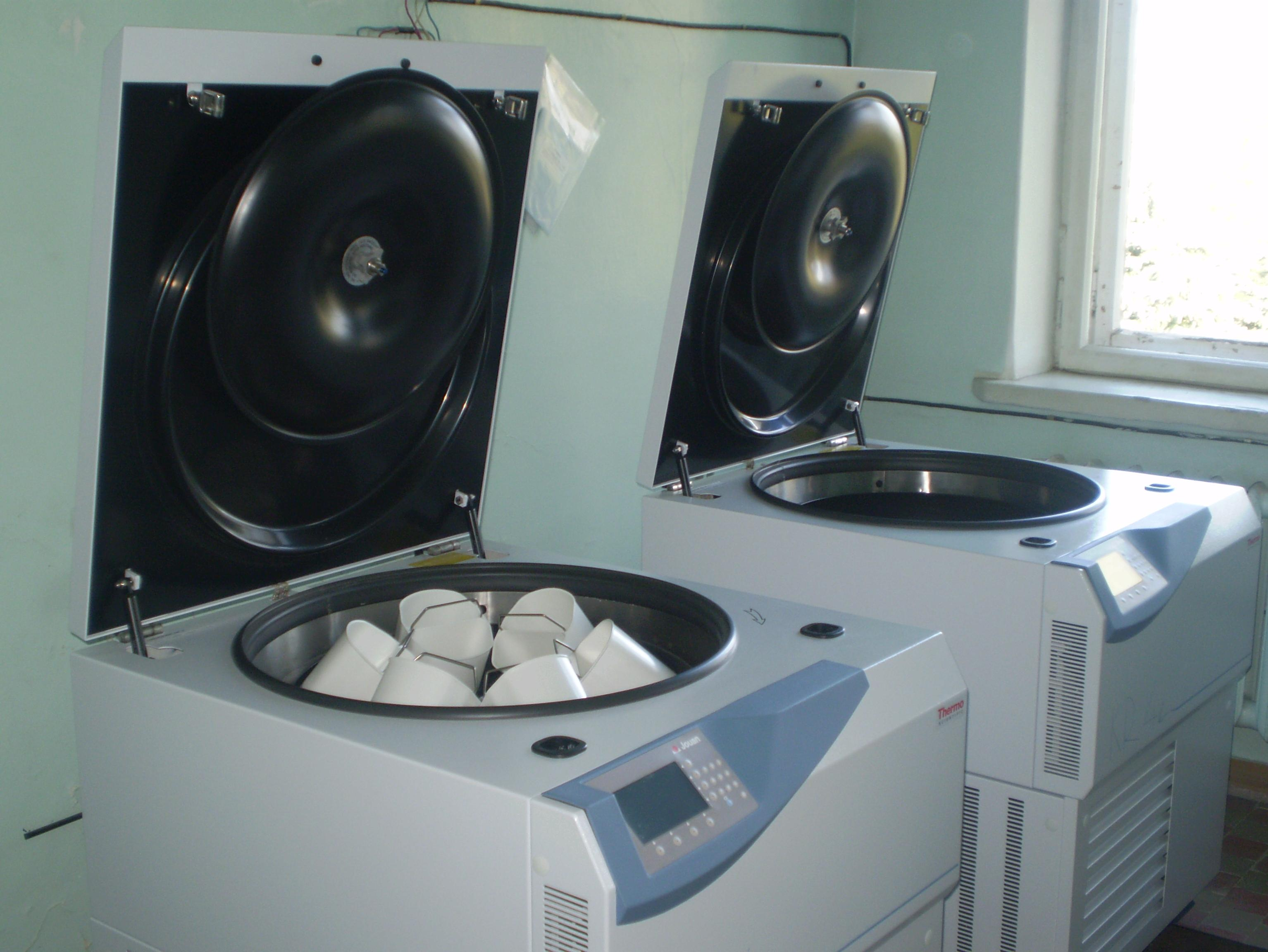
Центрифуги-сепараторы

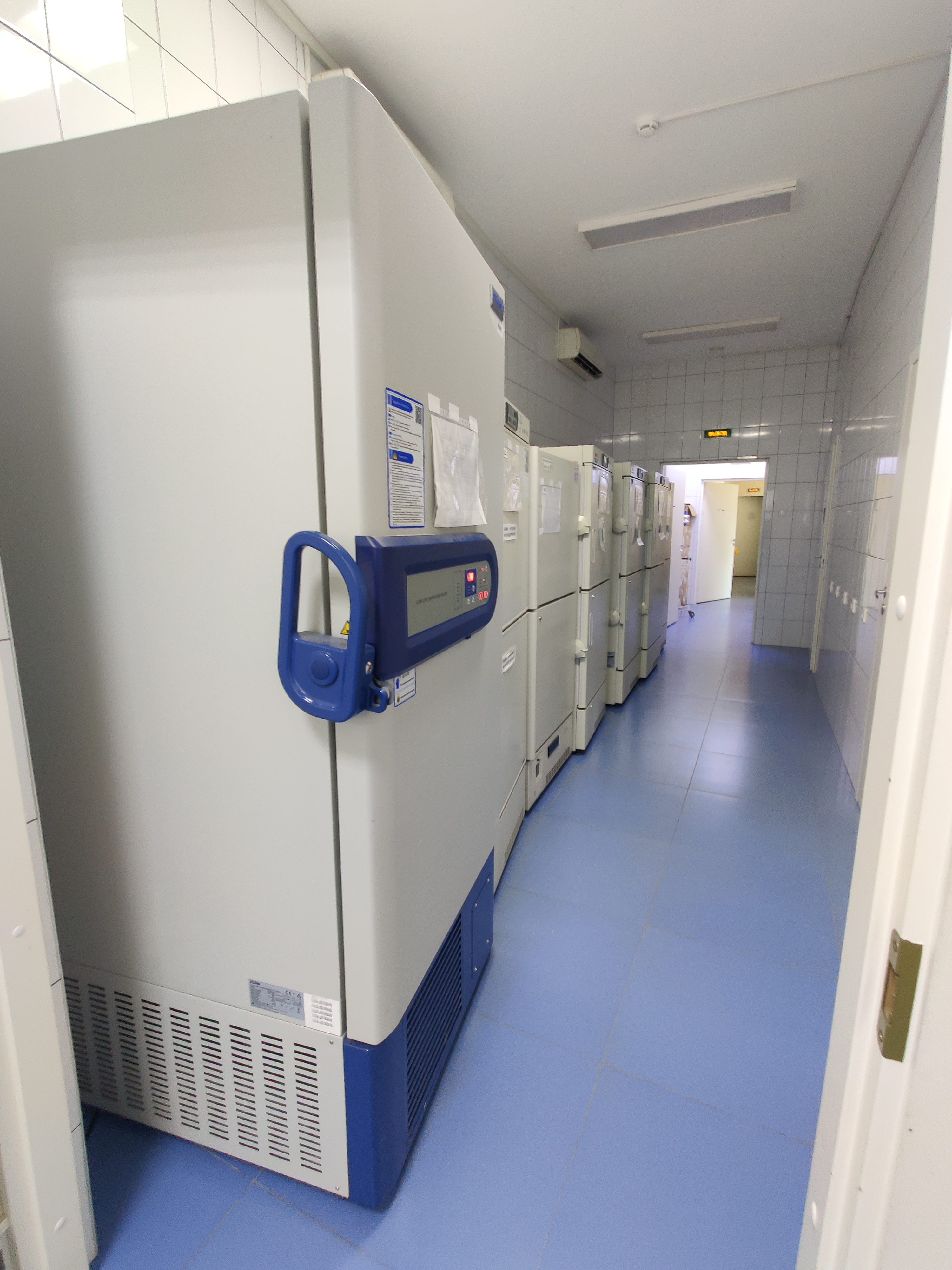
Хранение плазмы на время карантина

- При ручном плазмаферезе кровь забирается в стерильный пакет (как при обычной процедуре кроводачи), центрифугируется, разделяется на эритроцитарную массу и плазму с использованием плазмоэкстрактора, после чего эритроцитарная масса возвращается донору. Объём циркулирующей крови восполняется введением адекватного количества физиологического раствора.
- При автоматическом плазмаферезе донор через специальную систему подключается к сепаратору, забирается кровь полностью, потом она разделяется на плазму и форменные элементы, и далее форменные элементы возвращаются донору обратно в кровь. В зависимости от аппарата объём однофазно забираемой крови может быть разным, однако он всегда гораздо меньше того объёма, который забирается с помощью центрифужного (дискретного) метода, обычно от нескольких десятков мл до 300 мл. Время возвращения однофазно взятого объёма крови тоже различается в зависимости от аппарата и может быть от нескольких секунд до нескольких минут. Похожим способом происходит очистка крови методом каскадной фильтрации плазмы.

Донорская плазма переливается при сильных ожогах и синдроме длительного сдавления (например, оказавшимся под развалинами зданий при землетрясении).

### Донорский тромбоцитаферез
С помощью специального аппарата (сепаратора) из крови выделяется тромбоцитный концентрат. Тромбоциты необходимы при проведении интенсивной химиотерапии онкобольных и при других состояниях, сопровождающихся тромбоцитопенией. Процедура заготовки тромбоцитов отличается высокой стоимостью, потому её проводят только от доноров, которые уже не первый раз сдают кровь (для них есть уверенность в отсутствии трансмиссивных инфекций).

### Донорский гранулоцитаферез (лейкоцитаферез)
Больным с тяжёлыми инфекционными осложнениями, в исключительных случаях, бывают необходимы гранулоциты, являющиеся разновидностью лейкоцитов. Процедура сдачи гранулоцитов практически аналогична сдаче тромбоцитов (тромбоцитаферезу). Переливание гранулоцитов обычно проводится в течение нескольких часов после их сдачи.

### Донорство иммунной плазмы
Доброволец иммунизируется безопасным штаммом какого-либо инфекционного агента. Плазма, полученная от такого донора, содержит антитела к данному возбудителю и может быть использована для изготовления медицинских препаратов. Иногда она переливается в чистом виде ослабленным больным в профилактических целях или как компонент поливалентной терапии.

### Донорский эритроцитаферез
Эритроцитная масса необходима для больных анемией Даймонда-Блэкфена и при других заболеваниях, при которых снижено кровообразование и низок собственный уровень гемоглобина. Ручной забор эритроцитов методом афереза при донорстве эритроцитов аналогичен ручному плазмаферезу. Отличие заключается в том, что при эритроцитаферезе в кровяное русло донора возвращают все компоненты крови, кроме эритроцитарной массы, поэтому для восполнения объёма циркулирующей крови уже не требуется вводить физиологический раствор.

## Требования к донору, его права и обязанности
Требования к донорам разнятся в зависимости от страны. Обычно доноры перед сдачей крови сообщают информацию о путешествиях, контакте с инфекционными больными, перенесённых заболеваниях и так далее. В зависимости от ответов на эти вопросы человек может быть не допущен к сдаче крови временно (к примеру, на несколько недель из-за простуды или на несколько месяцев после продолжительного посещения стран с высоким уровнем заболеваемости ВИЧ) либо навсегда (абсолютные и временные противопоказания).

### Ограничения и рекомендации донорам
Донорам не рекомендуется:
- Вечером накануне сдачи крови есть жирное, жареное, острое, копчёное, молочные продукты, масло, яйца, грибы, орехи, бананы, свёклу.
- Употреблять алкоголь менее чем за двое суток (48 часов) до процедуры.
- Принимать анальгетики и аспирин, а также содержащие их лекарства (эти вещества ухудшают свёртываемость крови) менее чем за трое суток (72 часа) до процедуры.
- Курить менее чем за час до процедуры.
- Сдавать кровь натощак. Утром, в день сдачи крови, рекомендуется съесть нежирный углеводный завтрак (сваренная на воде каша, сухое печенье) и выпить большое количество жидкости (сладкий чай).
- Сдавать кровь при плохом самочувствии (недомогании): ознобе, головокружении, головной боли, слабости.

После процедуры сдачи крови рекомендуется воздерживаться от тяжёлых физических и спортивных нагрузок, подъёма тяжестей, в том числе и сумок с покупками, до конца дня, в который была сдана кровь. В течение двух суток после процедуры сдачи крови рекомендуется полноценно и регулярно питаться и выпивать не менее двух литров жидкости в день: соки, воду, некрепкий чай (алкоголь не рекомендуется).
Сдача крови приводит к потере жидкости в организме и снижению давления, в связи с чем обычно донорство крови ограничивается: мужчины могут сдавать цельную кровь не более 5 раз в год, женщины — не более 4 раз в год. После сдачи крови должно пройти не менее 60 дней, прежде чем донор сможет снова сдавать кровь; запрещено донорство при весе менее 50 кг и так далее.

## Меры социальной поддержки доноров
В нескольких странах (в частности, России) донорам предоставляются оплачиваемые выходные.

Справки о сдаче крови в разных государствах мира
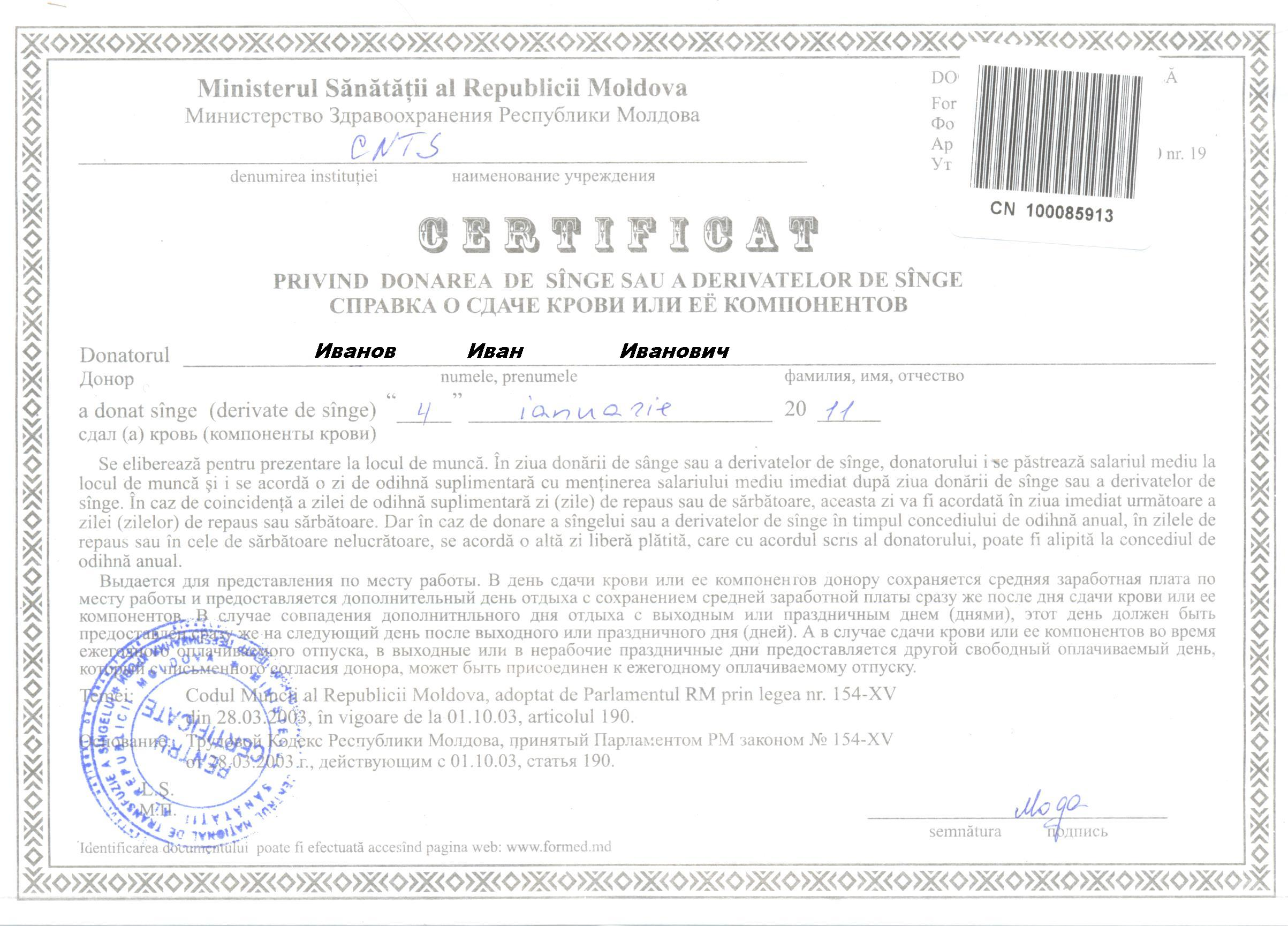
Молдова
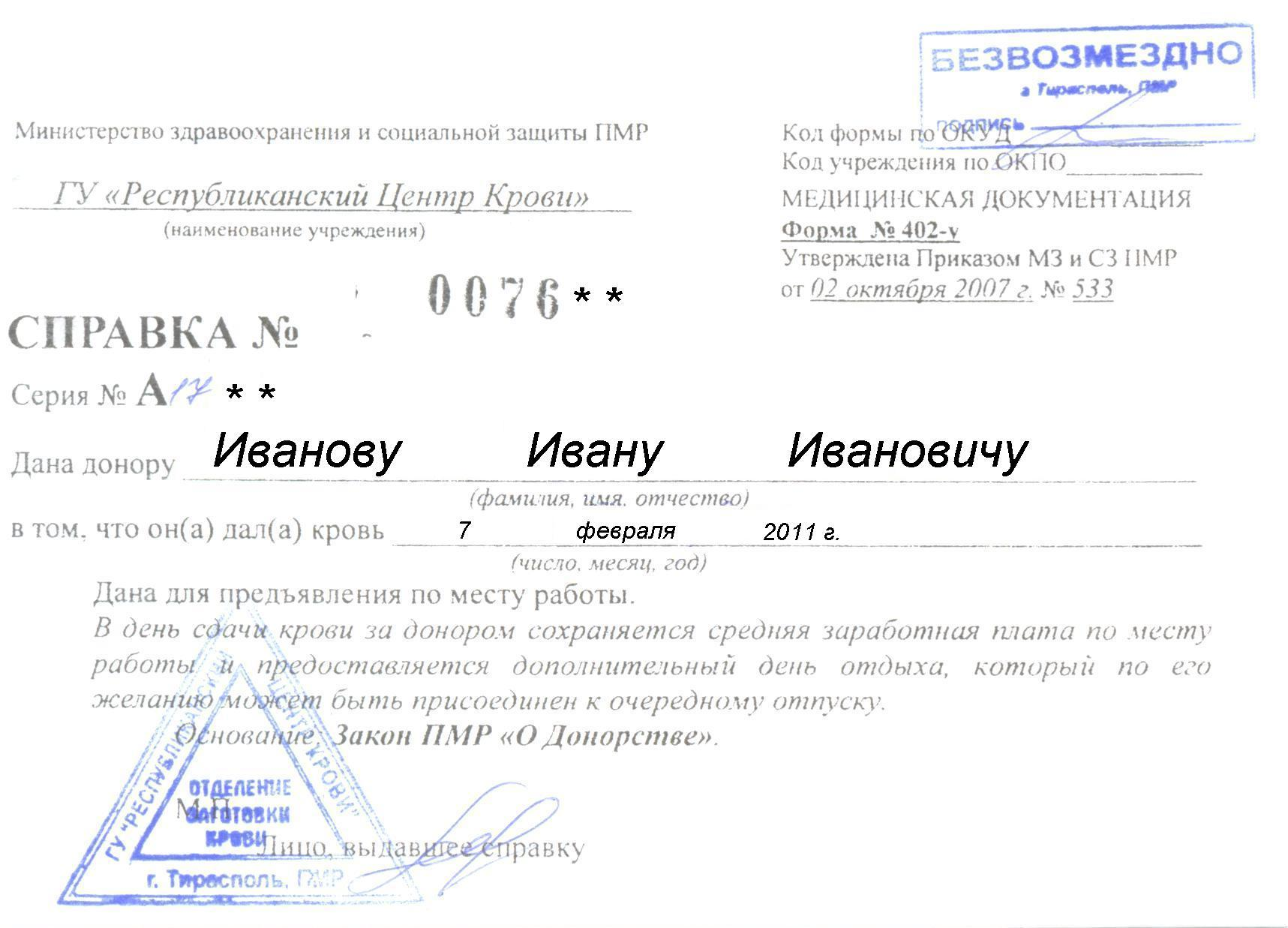
Приднестровье
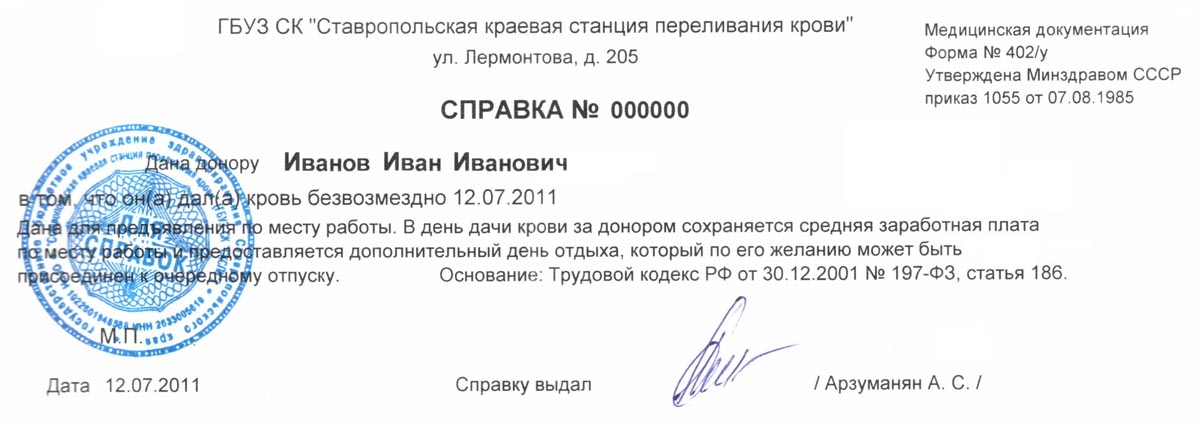
Россия

## Статистика и планы развития донорства

### Россия
В декабре 2017 года, по данным опроса ВЦИОМ, 47 % совершеннолетних россиян утверждали, что хотя бы раз сдавали кровь в качестве донора, причем 20 % утверждают, что сдавали более 3 раз.
По данным ФМБА, в 2018 году донорами крови и её компонентов стали 1,3 млн человек (в 2017 году — 1,35 млн человек).

## Польза от донорства крови для донора
При донорстве крови обновляется кровь, повышается иммунитет, при кровопотерях организм донора крови быстрее восполняет потери крови. Доноры крови более оптимистичные и энергичные люди, выглядят и чувствуют себя моложе своих лет, живут дольше. Больше шансов выжить при кровопотерях.

## Количество крови
450 мл можно сдавать 5 раз в год мужчинам и 4 раза в год женщинам.

## Донорство крови для животных
1665 г. — Проведены первые официально зарегистрированные переливания крови: английский врач Ричард Лоуэр (англ. Richard Lower) успешно спасает жизни собак, переливая им кровь других собак.
Кровь сдают собаки и кошки и другие животные для спасения жизни других животных, сбор крови и переливание крови делают ветеринары, услуги по сдаче крови оплачивают владельцам животных.

## Хранение крови
В кровь, взятую от донора, добавляют антикоагулянты и консерванты, хранят в холодильнике, могут замораживать.